# Neoparasitus
Neoparasitus  es un género de ácaros perteneciente a la familia Pachylaelapidae.

## Especies
Neoparasitus Oudemans, 1901
- - Neoparasitus orientalis (Berlese, 1910)
  - Neoparasitus oudemansi Oudemans, 1901
  - Neoparasitus punctatus Ishikawa, 1987
  - Neoparasitus sinicus (Y.M.Gu, C.S.Wang & Q.X.Duan, 1991)